# Centris ectypha
Centris ectypha är en biart som beskrevs av Roy R. Snelling 1974. Centris ectypha ingår i släktet Centris och familjen långtungebin. Inga underarter finns listade.